# Peter Schärer
Peter Schärer (...) è un ex bobbista svizzero.

## Biografia
Specialista nel bob a quattro ai Campionati mondiali vinse diverse medaglie:
- Campionati mondiali di bob 1970, medaglia di bronzo nel bob a quattro con Hans Candrian, Max Forster e René Stadler.[1]
- Campionati mondiali di bob 1971, medaglia d'oro nel bob a quattro con  Max Forster,  René Stadler e Erich Schärer.
- Campionati mondiali di bob 1973, medaglia d'oro nel bob a quattro con Werner Camichel, Erich Schärer e  René Stadler.
- Campionati mondiali di bob 1975, medaglia d'oro nel bob a quattro con Erich Schärer, Josef Benz e Werner Camichel.